# 패션 오브 크라이스트
《패션 오브 크라이스트》(영어: The Passion of the Christ)는 2004년 상반기에 개봉하여, 예수의 최후에 관한 종교 영화이다.
제목으로 사용된 영문 타이틀 '패션 오브 크라이스트'는 한국어로 '예수의 수난'이란 뜻에서 비롯된 말이므로, 예수의 처형 장면을 현실성 짙은 소재로 묘사해, 미국에서 잔인성 시비 문제로 상영금지 논란까지 일면서 개봉 첫날 2,600만 달러의 수익을 올린 전형적인 상업 영화로 꼽힌다.
예수가 십자가에 못 박히기까지 약 12시간 동안의 처절한 죽음을 재현한 본 영화는 종교적 성격에 가까운 영화의 특성상, 국민 정서에 미칠 파급력을 고려하여, 유럽과 일본 등 동아시아 국가를 비롯한 전 세계 50여개 국에서 동시 개봉한 바 있다.

## 출연
- 예수 그리스도 : 짐 커비즐
- 성모 마리아 : 마이아 모르겐스테른
- 성녀 마리아 막달레나 : 모니카 벨루치
- 사탄 : 로살린다 첼렌타노
- 성 베드로 : 프란체스코 데 비토
- 성 요한 : 흐리스토 지프코프
- 유다 이스카리옷 : 루카 리오넬로
- 본시오 빌라도 : 흐리스토 쇼포프
- 클라우디아 프로클레스 : 클라우디아 제리니
- 성 론지노 : 조반니 카팔보
- 성녀 베로니카 : 사브리나 임파차토레

## 같이 보기
- 예수의 묘사